# Josep Aregall Fuste
Josep Aregall Fuste (Barcelona, 1957) és un interiorista català.
Estudia a l'Escola Eina de Barcelona, on obté la titulació de disseny d'interiors el 1977. Inicia la seva activitat col·laborant a l'estudi de Pepe Cortés. El 1983 estableix estudi professional realitzant treballs d'interiorisme, disseny de producte, muntatges efímers i merchandising visual. Moltes de les seves feines es troben dins l'àmbit de l'interiorisme comercial i principalment el desenvolupament de cadenes de botigues. Entre els muntatges efímers d'aquesta primera etapa de la seva carrera cal destacar els dissenys d'exposicions per als jocs Paralímpics Barcelona '92, l'Exposició Universal de Sevilla i per al Palais de la Decouverte a París. El 1998 per poder donar un servei més complet als seus, cada cop més nombrosos clients, crea Fet de disseny: Estudi de Josep Aregall, una ampliació del seu despatx anterior.
En aquesta nova etapa crea un departament de disseny gràfic que permet ampliar el seu àmbit d'actuació. Des del 1984 compagina la seva tasca professional amb la docència a l'Escola Eina.

## Premis i reconeixements
Ha estat guardonat amb diversos premis tant nacionals com internacionals i entre els seus dissenys podem citar els llums Costura i Alta Costura (1992), produïts per Metalarte i convertits ja en tota una icona del disseny espanyol dels anys noranta.